# Paul Pratt
Paul Pratt (* 25. November 1894 in Longueuil; † 8. Mai 1967 ebenda) war ein kanadischer Komponist, Klarinettist und Pianist, Dirigent und Musikpädagoge.

## Leben und Wirken
Pratt studierte bis 1912 Klarinette am Conservatoire National und hatte außerdem Klarinettenunterricht bei François Héraly. Daneben war er Klavierschüler von Orpha-F. Deveaux und Arthur Letondal in Montreal.
Ab 1913 unterrichtete er Klarinette und Klavier am Collège de Longueuil, dessen Orchester und Blasorchester er bis 1920 leitete. Außerdem unterrichtete er Solfège bei der Société St-Jean-Baptiste und war Dirigent der Société de concerts de Longueuil. Von 1919 bis 1939 war er Klarinettist der Canadian Grenadier Guards, von 1931 bis 1941 Bassklarinettist des Montreal Orchestra und von 1935 bis 1946 Kontrabassklarinettist der Concerts symphoniques de Montréal.
Weiterhin war er musikalischer Leiter der South Shore Band von Longueuil, des Quartetts Les Gais Longueuillois und der Harmonie Métropole de Montréal (1950–67) sowie 1956–57 Präsident der Abteilungen Quebec und Ontario der Canadian Band Association. Von 1935 bis 1966 war er Bürgermeister von Longueuil.
Pratt komponierte Märsche, Walzer und ein Fantaisie-Impromptu für Blasorchester sowie einige Klavierstücke.

## Weblink
- Michèle Hogue-Dor: Paul Pratt. In:  Encyclopedia of Music in Canada. herausgegeben von The Canadian Encyclopedia, 16. Dezember 2013 (englisch, französisch).

| Personendaten    | Personendaten                                                               |
| ---------------- | --------------------------------------------------------------------------- |
| NAME             | Pratt, Paul                                                                 |
| KURZBESCHREIBUNG | kanadischer Komponist, Klarinettist und Pianist, Dirigent und Musikpädagoge |
| GEBURTSDATUM     | 25. November 1894                                                           |
| GEBURTSORT       | Longueuil                                                                   |
| STERBEDATUM      | 8. Mai 1967                                                                 |
| STERBEORT        | Longueuil                                                                   |